# Rali Dakar de 2014
O Rali Dakar 2014 foi a 35ª edição do rali-raid mais exigente do mundo. Teve lugar entre 5 e 18 de Janeiro e pela sexta vez consecutiva ocorreu na América do Sul. A empresa francesa ASO (Amaury Sport Organisation) foi uma vez mais a organizadora do Dakar, que percorreu terras da, Argentina, Bolívia e Chile, cruzando as terras áridas e altas do Deserto do Atacama e também a Cordilheira dos Andes.
Marc Coma venceu pela quarta vez na categoria de motos aos comandos de uma KTM, Ignacio Casale conquistou a sua primeira vitórias nos quad's com uma Yamaha, Nani Roma estreou-se a ganhar nos automóveis, dez anos depois da sua vitória em motos, ao volante de um Mini da X-Raid e Andrey Karginov conquistou a sua primeira vitória em camiões com a Kamaz.

## Participantes
| Etapa           | Motos | Quads | Carros | Camiões | Total |
| --------------- | ----- | ----- | ------ | ------- | ----- |
| Início do Rali  | 174   | 40    | 147    | 70      | 431   |
| Dia de descanso | 85    | 19    | 73     | 52      | 229   |
| Fim do Rali     | 78    | 15    | 61     | 50      | 204   |

- 80 porcento dos participantes do rali eram amadores.
- É a sexta edição com uma classificação individual para Quad's, assim como a sexta edição na América do Sul.
- Com 18 anos de idade, Jaremias Gonzalez Ferioli (Quads) é o participante mais jovem de sempre no Rali Dakar.[8]

### Motos
| Marca  | Equipa                            | Nº | Piloto                  |
| ------ | --------------------------------- | -- | ----------------------- |
| Yamaha | Yamaha Factory Racing             | 1  | Cyril Despres           |
| Yamaha | Yamaha Factory Racing             | 6  | Olivier Pain            |
| Yamaha | Yamaha Factory Racing             | 17 | Michael Metge           |
| Yamaha | Yamaha Netherlands Verhoeven Team | 12 | Frans Verhoeven         |
| KTM    | KTM Red Bull Rally Factory Team   | 2  | Marc Coma               |
| KTM    | KTM Red Bull Rally Factory Team   | 4  | Jordi Viladoms          |
| KTM    | KTM Red Bull Rally Factory Team   | 5  | Francisco López         |
| KTM    | KTM Red Bull Rally Factory Team   | 8  | Ruben Faria             |
| KTM    | Team Casteu                       | 9  | David Casteu            |
| KTM    | Orlen KTM Rally Factory Team      | 15 | Kuba Przygoński         |
| KTM    | Team Ullevalseter                 | 20 | Pål Anders Ullevålseter |
| Honda  | HRC Rally                         | 3  | Joan Barreda Bord       |
| Honda  | HRC Rally                         | 7  | Hélder Rodrigues        |
| Honda  | HRC Rally                         | 10 | Paulo Gonçalves         |
| Honda  | HRC Rally                         | 14 | Javier Pizzolito        |
| Honda  | HRC Rally                         | 18 | Sam Sunderland          |
| Honda  | KH-7 Honda                        | 50 | Laia Sanz               |
| Sherco | Samsung Sherco Rally Factory      | 22 | Alain Duclos            |
| Sherco | Samsung Sherco Rally Factory      | 23 | Joan Pedrero            |

### Carros
| Marca     | Equipa                     | Nº  | Piloto               | Navegador           |
| --------- | -------------------------- | --- | -------------------- | ------------------- |
| Mini      | Monster Energy X-Raid Team | 300 | Stéphane Peterhansel | Jean-Paul Cottret   |
| Mini      | Monster Energy X-Raid Team | 304 | Nani Roma            | Michel Périn        |
| Mini      | Monster Energy X-Raid Team | 307 | Orlando Terranova    | Paulo Fiuza         |
| Mini      | Monster Energy X-Raid Team | 309 | Krzysztof Hołowczyc  | Konstantin Zhiltsov |
| Mini      | Q X-Raid Racing Team       | 301 | Nasser Al-Attiyah    | Lucas Cruz          |
| Toyota    | Imperial Toyota            | 302 | Giniel de Villiers   | Dirk von Zitzewitz  |
| Toyota    | Imperial Toyota            | 323 | Leeroy Poulter       | Robert Howie        |
| SMG       | SMG-Red Bull Rally Team    | 303 | Carlos Sainz         | Timo Gottschalk     |
| SMG       | SMG-Red Bull Rally Team    | 312 | Ronan Chabot         | Gilles Pillot       |
| Hummer    | Team Speed Energy          | 305 | Robby Gordon         | Kellon Walch        |
| Haval     | Haval Rally Team           | 306 | Carlos Sousa         | Miguel Ramalho      |
| Haval     | Haval Rally Team           | 315 | Christian Lavielle   | Jean-Pierre Garcin  |
| Ford      | Ford Racing                | 308 | Lucio Alvarez        | Bernardo Graue      |
| Ford      | Ford Racing                | 329 | Christiaan Visser    | Jacob Badenhorst    |
| Chevrolet | EVRacing                   | 318 | BJ Baldwin           | Quinn Cody          |
| Chevrolet | EVRacing                   | 320 | Guerlain Chicherit   | Alexandre Winocq    |

### Quads
| Marca  | Equipa                               | Nº  | Piloto                 |
| ------ | ------------------------------------ | --- | ---------------------- |
| Yamaha | Yamaha Racing Argentina              | 250 | Marcos Patronelli      |
| Yamaha | Tamarugal XC Rally Team              | 251 | Ignacio Casale         |
| Yamaha | Sonik Team                           | 252 | Rafał Sonik            |
| Yamaha | Uruguay Rally Team                   | 256 | Sergio Lafuente        |
| Yamaha | PSG Racing                           | 257 | Pablo Copetti          |
| Honda  | Bonetto TDF                          | 253 | Lucas Bonetto          |
| Honda  | Maxxis Dakar Team Powered by Super B | 255 | Sebastian Husseini     |
| Honda  | Maxxis Dakar Team Powered by Super B | 263 | Mohammed Abu-Issa      |
| Honda  | Tamarugal XC Rally Team              | 268 | Victor Manuel Gallegos |
| Can-Am | 4WD Jaton Racing                     | 254 | Sebastian Palma        |

### Camiões
| Marca | Equipa                    | Nº  | Piloto           | Co-Pilotos            | Co-Pilotos           |
| ----- | ------------------------- | --- | ---------------- | --------------------- | -------------------- |
| Kamaz | Kamaz-Master              | 500 | Eduard Nikolaev  | Evgeny Yakovlev       | Vladimir Rybakov     |
| Kamaz | Kamaz-Master              | 503 | Ayrat Mardeev    | Aydar Belyaev         | Ayrat Israfilov      |
| Kamaz | Kamaz-Master              | 506 | Andrey Karginov  | Andrey Mokeev         | Igor Devyatkin       |
| Kamaz | Kamaz-Master              | 545 | Anton Shibalov   | Robert Amatych        | Almaz Khisamiev      |
| Kamaz | Kamaz-Master              | 549 | Dmitry Sotnikov  | Vyatcheslav Mizyukaev | Andrey Aferin        |
| Iveco | Team De Rooy 2014         | 501 | Gérard de Rooy   | Tom Colsoul           | Darek Rodewald       |
| Iveco | Team De Rooy 2014         | 507 | Hans Stacey      | Detlef Ruf            | Bernard der Kinderen |
| Iveco | Team De Rooy 2014         | 516 | Pep Vila         | Peter van Eerd        | Xavi Colome          |
| Iveco | Team De Rooy 2014         | 520 | Joseph Adua      | Ferran Marco          | Marc Torres          |
| Tatra | Tatra Buggyra Racing      | 502 | Martin Kolomy    | David Kilian          | Rene Kilian          |
| Tatra | Instaforex Loprais Team   | 504 | Aleš Loprais     | Serge Bruynkens       | Radim Pustějovský    |
| Tatra | Instaforex Loprais Team   | 519 | Jan Tomanek      | Michael Kasparek      | Tomas Kasparek       |
| MAN   | Eurol/Veka MAN Rally Team | 505 | Peter Versluis   | Jurgen Damen          | Henricus Schuurmans  |
| MAN   | Eurol/Veka MAN Rally Team | 508 | Marcel van Vliet | Marcel Pronk          | Artur Klein          |
| MAN   | Eurol/Veka MAN Rally Team | 510 | Rene Kuipers     | Moi Torrallardona     | Jan van der Vaet     |

## Etapas
Distância de acordo com o site oficial.
| Etapa | Data       | Partida      | Chegada      | Motos           | Motos           | Motos               | Quads               | Carros          | Carros          | Carros               | Camiões         | Camiões         | Camiões         |
| Etapa | Data       | Partida      | Chegada      | Lig             | SS              | Vencedor            | Vencedor            | Lig             | SS              | Vencedor             | Lig             | SS              | Vencedor        |
| ----- | ---------- | ------------ | ------------ | --------------- | --------------- | ------------------- | ------------------- | --------------- | --------------- | -------------------- | --------------- | --------------- | --------------- |
| 1     | 5 Janeiro  | Rosário      | San Luís     | 629             | 180             | Joan Barreda Bord   | Ignacio Casale      | 629             | 180             | Carlos Sousa         | 629             | 180             | Ayrat Mardeev   |
| 2     | 6 Janeiro  | San Luís     | San Rafael   | 365             | 359             | Sam Sunderland      | Marcos Patronelli   | 365             | 433             | Stephane Peterhansel | 365             | 400             | Gérard de Rooy1 |
| 3     | 7 Janeiro  | San Rafael   | San Juan     | 292             | 373             | Joan Barreda Bord   | Rafal Sonik         | 295             | 301             | Nani Roma            | 295             | 301             | Andrey Karginov |
| 4     | 8 Janeiro  | San Juan     | Chilecito    | 210             | 353             | Joan Pedrero Garcia | Sebastian Husseini2 | 211             | 657             | Carlos Sainz         | 211             | 657             | Gérard de Rooy  |
| 5     | 9 Janeiro  | Chilecito    | Tucumán      | 384             | 527             | Marc Coma           | Sergio Lafuente     | 384             | 527             | Nani Roma            | 384             | 527             | Dmitry Sotnikov |
| 6     | 10 Janeiro | Tucumán      | Salta        | 64              | 400             | Alain Duclos        | Ignacio Casale3     | 270             | 424             | Stephane Peterhansel | 394             | 156             | Peter Versluis  |
|       | 11 Janeiro | Salta        | Salta        | Dia de descanso | Dia de descanso | Dia de descanso     | Dia de descanso     | Dia de descanso | Dia de descanso | Dia de descanso      | Dia de descanso | Dia de descanso | Dia de descanso |
| 7     | 12 Janeiro | Salta        | Salta/ Uyuni | 373             | 409             | Joan Barreda Bord   | Ignacio Casale      | 230             | 533             | Carlos Sainz         | 230             | 525             | Eduard Nikolaev |
| 8     | 13 Janeiro | Salta/ Uyuni | Calama       | 230             | 462             | Cyril Despres       | Ignacio Casale      | 510             | 302             | Nasser Al-Attiyah    | 510             | 302             | Andrey Karginov |
| 9     | 14 Janeiro | Calama       | Iquique      | 29              | 422             | Marc Coma           | Sebastian Husseini  | 29              | 422             | Stephane Peterhansel | 29              | 422             | Andrey Karginov |
| 10    | 15 Janeiro | Iquique      | Antofagasta  | 58              | 631             | Joan Barreda Bord   | Sergey Karyakin     | 58              | 631             | Nasser Al-Attiyah    | 58              | 631             | Ales Loprais    |
| 11    | 16 Janeiro | Antofagasta  | El Salvador  | 144             | 605             | Cyril Despres4      | Ignacio Casale      | 144             | 605             | Orlando Terranova    | 144             | 605             | Andrey Karginov |
| 12    | 17 Janeiro | El Salvador  | La Serena    | 349             | 350             | Cyril Despres       | Ignacio Casale      | 349             | 350             | Stephane Peterhansel | 349             | 350             | Gérard de Rooy  |
| 13    | 18 Janeiro | La Serena    | Valparaíso   | 378             | 157             | Joan Barreda Bord5  | Ignacio Casale      | 378             | 157             | Giniel de Villiers   | 378             | 157             | Ales Loprais    |

Notas:
- Anton Shibalov foi o mais rápido na etapa, mas de Rooy foi declarado vencedor da etapa, após ser-lhe retirado o tempo despendido a ajudar o rival Mardeev que se tinha despistado.↑1
- Ignacio Casale foi o mais rápido na etapa, mas Husseini, Sonik e Lafuente, foram recompensados posteriormente pela organização devido a um erro no road book.↑2
- Casale foi declarado posteriormente vencedor da etapa após dedução no tempo da etapa.↑3
- Marc Coma foi o mais rápido na etapa antes de receber uma penalização de 15 minutos por mudar de motor.↑4
- Cyril Despres foi o mais rápido na etapa antes de receber uma penalização de 5 minutos.↑5

## Resultados Etapas

### Motos
|       | Resultados Etapa | Resultados Etapa | Resultados Etapa | Resultados Etapa | Resultados Etapa | Classificação Geral | Classificação Geral | Classificação Geral | Classificação Geral | Classificação Geral |
| Etapa | Pos              | Piloto           | Marca            | Tempo            | Difer.           | Pos                 | Piloto              | Marca               | Tempo               | Difer.              |
| ----- | ---------------- | ---------------- | ---------------- | ---------------- | ---------------- | ------------------- | ------------------- | ------------------- | ------------------- | ------------------- |
| 1     | 1                | Joan Barreda     | Honda            | 2:25:31          |                  | 1                   | Joan Barreda        | Honda               | 2:25:31             |                     |
| 1     | 2                | Marc Coma        | KTM              | 2:26:08          | 0:37             | 2                   | Marc Coma           | KTM                 | 2:26:08             | 0:37                |
| 1     | 3                | Cyril Despres    | Yamaha           | 2:27:11          | 1:40             | 3                   | Cyril Despres       | Yamaha              | 2:27:11             | 1:40                |
| 2     | 1                | Sam Sunderland   | Honda            | 3:42:10          |                  | 1                   | Joan Barreda        | Honda               | 6:09:41             |                     |
| 2     | 2                | Francisco López  | KTM              | 3:42:49          | 0:39             | 2                   | Francisco López     | KTM                 | 6:11:44             | 2:03                |
| 2     | 3                | Joan Barreda     | Honda            | 3:44:10          | 2:00             | 3                   | Sam Sunderland      | Honda               | 6:12:14             | 2:33                |
| 3     | 1                | Joan Barreda     | Honda            | 3:47:03          |                  | 1                   | Joan Barreda        | Honda               | 9:56:44             |                     |
| 3     | 2                | Cyril Despres    | Yamaha           | 3:51:44          | 4:41             | 2                   | Cyril Despres       | Yamaha              | 10:09:48            | 13:04               |
| 3     | 3                | Marc Coma        | KTM              | 3:53:59          | 6:56             | 3                   | Marc Coma           | KTM                 | 10:10:40            | 13:56               |
| 4     | 1                | Joan Pedrero     | Sherco           | 5:29:13          |                  | 1                   | Joan Barreda        | Honda               | 15:39:53            |                     |
| 4     | 2                | Francisco López  | KTM              | 5:29:42          | 0:29             | 2                   | Marc Coma           | KTM                 | 15:43:03            | 3:10                |
| 4     | 3                | Marc Coma        | KTM              | 5:32:23          | 3:10             | 3                   | Francisco López     | KTM                 | 15:45:05            | 5:12                |
| 5     | 1                | Marc Coma        | KTM              | 3:02:08          |                  | 1                   | Marc Coma           | KTM                 | 18:45:11            |                     |
| 5     | 2                | Jordi Viladoms   | KTM              | 3:15:02          | 12:54            | 2                   | Joan Barreda        | Honda               | 19:26:21            | 41:10               |
| 5     | 3                | Kuba Przygonski  | KTM              | 3:24:53          | 22:45            | 3                   | Francisco López     | KTM                 | 19:38:52            | 53:41               |
| 6     | 1                | Alain Duclos     | Sherco           | 5:51:34          |                  | 1                   | Marc Coma           | KTM                 | 23:08:00            |                     |
| 6     | 2                | Marc Coma        | KTM              | 5:52:49          | 1:15             | 2                   | Joan Barreda        | Honda               | 23:50:17            | 42:17               |
| 6     | 3                | Michael Metge    | KTM              | 5:53:23          | 1:49             | 3                   | Alain Duclos        | Sherco              | 24:08:58            | 1:00:58             |
| 7     | 1                | Joan Barreda     | Honda            | 4:13:41          |                  | 1                   | Marc Coma           | KTM                 | 26:40:44            |                     |
| 7     | 2                | Marc Coma        | KTM              | 4:17:44          | 4:03             | 2                   | Joan Barreda        | Honda               | 27:17:58            | 38:14               |
| 7     | 3                | Cyril Despres    | Yamaha           | 4:19:16          | 5:35             | 3                   | Jordi Viladoms      | KTM                 | 27:56:47            | 1:16:03             |
| 8     | 1                | Cyril Despres    | Yamaha           | 5:23:14          |                  | 1                   | Marc Coma           | KTM                 | 32:06:14            |                     |
| 8     | 2                | Joan Barreda     | Honda            | 5:25:24          | 2:10             | 2                   | Joan Barreda        | Honda               | 32:44:22            | 38:08               |
| 8     | 3                | Marc Coma        | KTM              | 5:25:30          | 2:16             | 3                   | Jordi Viladoms      | KTM                 | 33:33:41            | 1:27:27             |
| 9     | 1                | Marc Coma        | KTM              | 4:49:05          |                  | 1                   | Marc Coma           | KTM                 | 36:55:07            |                     |
| 9     | 2                | Joan Barreda     | Honda            | 4:50:46          | 1:41             | 2                   | Joan Barreda        | Honda               | 37:50:43            | 55:361              |
| 9     | 3                | Cyril Despres    | Yamaha           | 4:54:33          | 5:28             | 3                   | Jordi Viladoms      | KTM                 | 38:34:09            | 1:54:02             |
| 10    | 1                | Joan Barreda     | Honda            | 7:12:00          |                  | 1                   | Marc Coma           | KTM                 | 41:48:33            |                     |
| 10    | 2                | Hélder Rodrigues | Honda            | 7:20:00          | 8:00             | 2                   | Joan Barreda        | Honda               | 42:32:43            | 44:10               |
| 10    | 3                | Cyril Despres    | Yamaha           | 7:21:40          | 9:40             | 3                   | Jordi Viladoms      | KTM                 | 43:50:36            | 2:02:03             |
| 11    | 1                | Cyril Despres    | Yamaha           | 6:38:59          |                  | 1                   | Marc Coma           | KTM                 | 48:39:41            |                     |
| 11    | 2                | Olivier Pain     | Yamaha           | 6:41:36          | 2:37             | 2                   | Joan Barreda        | Honda               | 49:17:17            | 37:36               |
| 11    | 3                | Jordi Viladoms   | KTM              | 6:42:01          | 3:02             | 3                   | Jordi Viladoms      | KTM                 | 50:32:37            | 1:52:56             |
| 12    | 1                | Cyril Despres    | Yamaha           | 3:58:18          |                  | 1                   | Marc Coma           | KTM                 | 52:40:16            |                     |
| 12    | 2                | Marc Coma        | KTM              | 4:00:35          | 2:17             | 2                   | Jordi Viladoms      | KTM                 | 54:40:05            | 1:59:49             |
| 12    | 3                | Olivier Pain     | Yamaha           | 4:04:11          | 5:53             | 3                   | Olivier Pain        | Yamaha              | 54:50:32            | 2:10:16             |
| 13    | 1                | Joan Barreda     | Honda            | 1:59:44          |                  | 1                   | Marc Coma           | KTM                 | 54:50:43            |                     |
| 13    | 2                | Olivier Pain     | Yamaha           | 2:00:24          | 0:40             | 2                   | Jordi Viladoms      | KTM                 | 56:43:20            | 1:52:27             |
| 13    | 3                | Hélder Rodrigues | Honda            | 2:01:07          | 1:59:44          | 3                   | Olivier Pain        | Yamaha              | 56:50:56            | 2:00:03             |

Notas
- Inclui uma penalização de 15 minutos por excesso de velocidade.↑1 [10]

### Quad's
|       | Resultados Etapa | Resultados Etapa   | Resultados Etapa | Resultados Etapa | Resultados Etapa | Classificação Geral | Classificação Geral | Classificação Geral | Classificação Geral | Classificação Geral |
| Etapa | Pos              | Piloto             | Marca            | Tempo            | Difer.           | Pos                 | Piloto              | Marca               | Tempo               | Difer.              |
| ----- | ---------------- | ------------------ | ---------------- | ---------------- | ---------------- | ------------------- | ------------------- | ------------------- | ------------------- | ------------------- |
| 1     | 1                | Ignacio Casale     | Yamaha           | 2:38:41          |                  | 1                   | Ignacio Casale      | Yamaha              | 2:38:41             |                     |
| 1     | 2                | Marcos Patronelli  | Yamaha           | 2:39:02          | 0:21             | 2                   | Marcos Patronelli   | Yamaha              | 2:39:02             | 0:21                |
| 1     | 3                | Lucas Bonetto      | Honda            | 2:39:58          | 1:17             | 3                   | Lucas Bonetto       | Honda               | 2:39:58             | 1:17                |
| 2     | 1                | Marcos Patronelli  | Yamaha           | 4:40:37          |                  | 1                   | Marcos Patronelli   | Yamaha              | 7:19:39             |                     |
| 2     | 2                | Lucas Bonetto      | Honda            | 4:43:31          | 2:54             | 2                   | Lucas Bonetto       | Honda               | 7:23:29             | 3:50                |
| 2     | 3                | Rafał Sonik        | Yamaha           | 4:45:34          | 4:57             | 3                   | Rafał Sonik         | Yamaha              | 7:25:45             | 6:06                |
| 3     | 1                | Rafał Sonik        | Yamaha           | 4:58:00          |                  | 1                   | Rafał Sonik         | Yamaha              | 12:23:45            |                     |
| 3     | 2                | Ignacio Casale     | Yamaha           | 5:01:50          | 3:50             | 2                   | Ignacio Casale      | Yamaha              | 12:29:55            | 6:10                |
| 3     | 3                | Sergio Lafuente    | Yamaha           | 5:02:02          | 4:02             | 3                   | Sebastian Husseini  | Honda               | 12:31:04            | 7:19                |
| 4     | 1                | Sebastian Husseini | Honda            | 6:41:16          |                  | 1                   | Rafał Sonik         | Yamaha              | 19:10:53            |                     |
| 4     | 2                | Rafał Sonik        | Yamaha           | 6:47:08          | 5:52             | 2                   | Sebastian Husseini  | Honda               | 19:12:20            | 1:27                |
| 4     | 3                | Sergio Lafuente    | Yamaha           | 6:58:44          | 17:28            | 3                   | Sergio Lafuente     | Yamaha              | 19:29:55            | 19:02               |
| 5     | 1                | Sergio Lafuente    | Yamaha           | 4:53:48          |                  | 1                   | Sergio Lafuente     | Yamaha              | 24:23:43            |                     |
| 5     | 2                | Ignacio Casale     | Yamaha           | 4:55:09          | 1:21             | 2                   | Ignacio Casale      | Yamaha              | 24:40:35            | 16:52               |
| 5     | 3                | Pablo Copetti      | Yamaha           | 5:04:48          | 11:00            | 3                   | Rafał Sonik         | Yamaha              | 24:46:55            | 23:12               |
| 6     | 1                | Ignacio Casale     | Yamaha           | 4:44:08          |                  | 1                   | Sergio Lafuente     | Yamaha              | 29:22:20            |                     |
| 6     | 2                | Rafał Sonik        | Yamaha           | 4:57:43          | 13:35            | 2                   | Ignacio Casale      | Yamaha              | 29:24:43            | 2:33                |
| 6     | 3                | Sergio Lafuente    | Yamaha           | 4:58:37          | 14:29            | 3                   | Rafał Sonik         | Yamaha              | 29:44:38            | 22:18               |
| 7     | 1                | Ignacio Casale     | Yamaha           | 4:41:19          |                  | 1                   | Ignacio Casale      | Yamaha              | 33:21:02            |                     |
| 7     | 2                | Sebastian Husseini | Honda            | 4:48:59          | 7:40             | 2                   | Sergio Lafuente     | Yamaha              | 33:27:17            | 6:15                |
| 7     | 3                | Sergio Lafuente    | Yamaha           | 4:49:57          | 8:38             | 3                   | Rafał Sonik         | Yamaha              | 33:50:54            | 29:52               |
| 8     | 1                | Ignacio Casale     | Yamaha           | 6:18:47          |                  | 1                   | Ignacio Casale      | Yamaha              | 39:39:49            |                     |
| 8     | 2                | Sebastian Husseini | Honda            | 6:27:25          | 8:38             | 2                   | Sergio Lafuente     | Yamaha              | 40:01:29            | 21:40               |
| 8     | 3                | Sergio Lafuente    | Yamaha           | 6:34:12          | 15:25            | 3                   | Rafał Sonik         | Yamaha              | 40:25:45            | 45:56               |
| 9     | 1                | Sebastian Husseini | Honda            | 5:46:01          |                  | 1                   | Ignacio Casale      | Yamaha              | 45:50:48            |                     |
| 9     | 2                | Ignacio Casale     | Yamaha           | 6:10:95          | 24:58            | 2                   | Sergio Lafuente     | Yamaha              | 46:13:27            | 22:39               |
| 9     | 3                | Rafał Sonik        | Yamaha           | 6:11:31          | 25:30            | 3                   | Rafał Sonik         | Yamaha              | 46:37:16            | 46:28               |
| 10    | 1                | Sergey Karyakin    | Yamaha           | 6:01:42          |                  | 1                   | Ignacio Casale      | Yamaha              | 51:54:19            |                     |
| 10    | 2                | Ignacio Casale     | Yamaha           | 6:03:31          | 1:49             | 2                   | Sergio Lafuente     | Yamaha              | 52:18:55            | 24:36               |
| 10    | 3                | Sergio Lafuente    | Yamaha           | 6:05:28          | 3:46             | 3                   | Rafał Sonik         | Yamaha              | 53:09:24            | 1:15:05             |
| 11    | 1                | Ignacio Casale     | Yamaha           | 8:47:00          |                  | 1                   | Ignacio Casale      | Yamaha              | 61:11:191           |                     |
| 11    | 2                | Victor Gallegos    | Honda            | 8:52:12          | 5:12             | 2                   | Rafał Sonik         | Yamaha              | 62:15:51            | 1:04:32             |
| 11    | 3                | Mohammed Abu-Issa  | Honda            | 9:03:09          | 16:09            | 3                   | Sebastian Husseini  | Honda               | 66:55:44            | 5:34:25             |
| 12    | 1                | Ignacio Casale     | Yamaha           | 5:05:08          |                  | 1                   | Ignacio Casale      | Yamaha              | 66:16:27            |                     |
| 12    | 2                | Sebastian Husseini | Honda            | 5:10:13          | 5:05             | 2                   | Rafał Sonik         | Yamaha              | 67:40:09            | 1:23:42             |
| 12    | 3                | Sergey Karyakin    | Yamaha           | 5:22:21          | 17:13            | 3                   | Sebastian Husseini  | Honda               | 71:55:77            | 5:39:30             |
| 13    | 1                | Ignacio Casale     | Yamaha           | 2:11:37          |                  | 1                   | Ignacio Casale      | Yamaha              | 68:28:04            |                     |
| 13    | 2                | Sebastian Husseini | Honda            | 2:12:31          | 0:54             | 2                   | Rafał Sonik         | Yamaha              | 69:54:53            | 1:26:49             |
| 13    | 3                | Rafał Sonik        | Yamaha           | 2:14:44          | 3:07             | 3                   | Sebastian Husseini  | Honda               | 74:08:28            | 5:40:24             |

Notas
- Casale perdeu 30 minutes relativamente a Sonik devido a penalização.↑1

### Automóveis
|       | Resultados Etapa | Resultados Etapa                        | Resultados Etapa | Resultados Etapa | Resultados Etapa | Classificação Geral | Classificação Geral                    | Classificação Geral | Classificação Geral | Classificação Geral |
| Etapa | Pos              | Piloto                                  | Marca            | Tempo            | Difer.           | Pos                 | Piloto                                 | Marca               | Tempo               | Difer.              |
| ----- | ---------------- | --------------------------------------- | ---------------- | ---------------- | ---------------- | ------------------- | -------------------------------------- | ------------------- | ------------------- | ------------------- |
| 1     | 1                | Carlos Sousa Miguel Ramalho             | Haval            | 2:20:36          |                  | 1                   | Carlos Sousa Miguel Ramalho            | Haval               | 2:20:36             |                     |
| 1     | 2                | Orlando Terranova Paulo Fiuza           | Mini             | 2:20:47          | 0:11             | 2                   | Orlando Terranova Paulo Fiuza          | Mini                | 2:20:47             | 0:11                |
| 1     | 3                | Nasser Al-Attiyah Lucas Cruz            | Mini             | 2:21:23          | 0:47             | 3                   | Nasser Al-Attiyah Lucas Cruz           | Mini                | 2:21:23             | 0:47                |
| 2     | 1                | Stéphane Peterhansel Jean-Paul Cottret  | Mini             | 3:52:05          |                  | 1                   | Stéphane Peterhansel Jean-Paul Cottret | Mini                | 6:17:02             |                     |
| 2     | 2                | Carlos Sainz Timo Gottschalk            | SMG              | 3:52:51          | 0:46             | 2                   | Carlos Sainz Timo Gottschalk           | SMG                 | 6:17:30             | 0:28                |
| 2     | 3                | Giniel de Villiers Dirk von Zitzewitz   | Toyota           | 3:57:39          | 5:34             | 3                   | Nasser Al-Attiyah Lucas Cruz           | Mini                | 6:21:12             | 4:10                |
| 3     | 1                | Nani Roma Michel Périn                  | Mini             | 2:58:52          |                  | 1                   | Nani Roma Michel Périn                 | Mini                | 9:20:13             |                     |
| 3     | 2                | Krzysztof Holowczyc Konstantin Zhiltsov | Mini             | 2:59:59          | 1:07             | 2                   | Orlando Terranova Paulo Fiuza          | Mini                | 9:29:19             | 9:06                |
| 3     | 3                | Leeroy Poulter Robert Howie             | Toyota           | 3:02:11          | 3:19             | 3                   | Nasser Al-Attiyah Lucas Cruz           | Mini                | 9:30:13             | 10:00               |
| 4     | 1                | Carlos Sainz Timo Gottschalk            | SMG              | 7:30:32          |                  | 1                   | Carlos Sainz Timo Gottschalk           | SMG                 | 14:52:47            |                     |
| 4     | 2                | Stéphane Peterhansel Jean-Paul Cottret  | Mini             | 7:36:36          | 6:04             | 2                   | Nani Roma Michel Périn                 | Mini                | 14:54:53            | 2:06                |
| 4     | 3                | Nasser Al-Attiyah Lucas Cruz            | Mini             | 7:39:30          | 8:58             | 3                   | Nasser Al-Attiyah Lucas Cruz           | Mini                | 14:59:43            | 6:56                |
| 5     | 1                | Nani Roma Michel Périn                  | Mini             | 4:27:01          |                  | 1                   | Nani Roma Michel Périn                 | Mini                | 19:21:54            |                     |
| 5     | 2                | Giniel de Villiers Dirk von Zitzewitz   | Toyota           | 4:31:21          | 4:20             | 2                   | Orlando Terranova Paulo Fiuza          | Mini                | 19:53:40            | 31:46               |
| 5     | 3                | Robby Gordon Kellon Walch               | Hummer           | 4:47:13          | 20:12            | 3                   | Stéphane Peterhansel Jean-Paul Cottret | Mini                | 20:01:53            | 39:59               |
| 6     | 1                | Stéphane Peterhansel Jean-Paul Cottret  | Mini             | 2:42:58          |                  | 1                   | Nani Roma Michel Périn                 | Mini                | 22:11:28            |                     |
| 6     | 2                | Nasser Al-Attiyah Lucas Cruz            | Mini             | 2:45:41          | 2:43             | 2                   | Stéphane Peterhansel Jean-Paul Cottret | Mini                | 22:44:51            | 33:23               |
| 6     | 3                | Orlando Terranova Paulo Fiuza           | Mini             | 2:48:18          | 5:201            | 3                   | Giniel de Villiers Dirk von Zitzewitz  | Toyota              | 22:52:22            | 40:54               |
| 7     | 1                | Carlos Sainz Timo Gottschalk            | SMG              | 4:43:28          |                  | 1                   | Nani Roma Michel Périn                 | Mini                | 27:03:52            |                     |
| 7     | 2                | Nasser Al-Attiyah Lucas Cruz            | Mini             | 4:48:13          | 4:45             | 2                   | Stéphane Peterhansel Jean-Paul Cottret | Mini                | 27:35:45            | 31:53               |
| 7     | 3                | Stéphane Peterhansel Jean-Paul Cottret  | Mini             | 4:50:54          | 7:26             | 3                   | Giniel de Villiers Dirk von Zitzewitz  | Toyota              | 27:52:15            | 48:23               |
| 8     | 1                | Nasser Al-Attiyah Lucas Cruz            | Mini             | 2:32:57          |                  | 1                   | Nani Roma Michel Périn                 | Mini                | 29:46:08            |                     |
| 8     | 2                | Stéphane Peterhansel Jean-Paul Cottret  | Mini             | 2:34:09          | 1:12             | 2                   | Stéphane Peterhansel Jean-Paul Cottret | Mini                | 30:09:54            | 23:46               |
| 8     | 3                | Carlos Sainz Timo Gottschalk            | SMG              | 2:35:33          | 2:36             | 3                   | Giniel de Villiers Dirk von Zitzewitz  | Toyota              | 30:34:33            | 48:25               |
| 9     | 1                | Stéphane Peterhansel Jean-Paul Cottret  | Mini             | 4:17:53          |                  | 1                   | Nani Roma Michel Périn                 | Mini                | 34:15:37            |                     |
| 9     | 2                | Nasser Al-Attiyah Lucas Cruz            | Mini             | 4:20:13          | 2:17             | 2                   | Stéphane Peterhansel Jean-Paul Cottret | Mini                | 34:27:47            | 12:10               |
| 9     | 3                | Nani Roma Michel Périn                  | Mini             | 4:29:29          | 11:36            | 3                   | Orlando Terranova Paulo Fiuza          | Mini                | 35:10:10            | 54:33               |
| 10    | 1                | Nasser Al-Attiyah Lucas Cruz            | Mini             | 6:38:35          |                  | 1                   | Nani Roma Michel Périn                 | Mini                | 38:52:57            |                     |
| 10    | 2                | Stéphane Peterhansel Jean-Paul Cottret  | Mini             | 6:42:25          | 3:50             | 2                   | Stéphane Peterhansel Jean-Paul Cottret | Mini                | 38:55:12            | 2:15                |
| 10    | 3                | Nani Roma Michel Périn                  | Mini             | 6:52:20          | 13:45            | 3                   | Nasser Al-Attiyah Lucas Cruz           | Mini                | 39:38:58            | 46:01               |
| 11    | 1                | Orlando Terranova Paulo Fiuza           | Mini             | 5:58:00          |                  | 1                   | Nani Roma Michel Périn                 | Mini                | 45:01:54            |                     |
| 11    | 2                | Nani Roma Michel Périn                  | Mini             | 6:08:57          | 10:57            | 2                   | Stéphane Peterhansel Jean-Paul Cottret | Mini                | 45:07:26            | 5:32                |
| 11    | 3                | Giniel de Villiers Dirk von Zitzewitz   | Toyota           | 6:10:38          | 12:38            | 3                   | Nasser Al-Attiyah Lucas Cruz           | Mini                | 45:57:55            | 56:01               |
| 12    | 1                | Stéphane Peterhansel Jean-Paul Cottret  | Mini             | 3:38:19          |                  | 1                   | Stéphane Peterhansel Jean-Paul Cottret | Mini                | 48:45:45            |                     |
| 12    | 2                | Nasser Al-Attiyah Lucas Cruz            | Mini             | 3:41:57          | 3:38             | 2                   | Nani Roma Michel Périn                 | Mini                | 48:46:11            | 0:26                |
| 12    | 3                | Nani Roma Michel Périn                  | Mini             | 3:44:17          | 5:58             | 3                   | Nasser Al-Attiyah Lucas Cruz           | Mini                | 49:39:52            | 54:07               |
| 13    | 1                | Giniel de Villiers Dirk von Zitzewitz   | Toyota           | 1:57:07          |                  | 1                   | Nani Roma Michel Périn                 | Mini                | 50:44:58            |                     |
| 13    | 2                | Krzysztof Holowczyc Konstantin Zhiltsov | Mini             | 1:57:30          | 0:23             | 2                   | Stéphane Peterhansel Jean-Paul Cottret | Mini                | 50:50:36            | 5:38                |
| 13    | 3                | Vladimir Vasilyev Vitaliy Yevtyekhov    | Mini             | 1:57:48          | 0:41             | 3                   | Nasser Al-Attiyah Lucas Cruz           | Mini                | 51:41:50            | 56:52               |

Notas
- Terranova recebeu uma penalização de 15 minutos por colidir com um piloto de moto durante a etapa, caindo para o 4º lugar da classificação geral.↑1 [11]

### Camiões
|       | Resultados Etapa | Resultados Etapa                                    | Resultados Etapa | Resultados Etapa | Resultados Etapa | Classificação Geral | Classificação Geral                              | Classificação Geral | Classificação Geral | Classificação Geral |
| Etapa | Pos              | Piloto                                              | Marca            | Tempo            | Difer.           | Pos                 | Piloto                                           | Marca               | Tempo               | Difer.              |
| ----- | ---------------- | --------------------------------------------------- | ---------------- | ---------------- | ---------------- | ------------------- | ------------------------------------------------ | ------------------- | ------------------- | ------------------- |
| 1     | 1                | Ayrat Mardeev Aydar Belyaev Ayrat Israfilov         | Kamaz            | 2:46:52          |                  | 1                   | Ayrat Mardeev Aydar Belyaev Ayrat Israfilov      | Kamaz               | 2:46:52             |                     |
| 1     | 2                | Aleš Loprais Serge Bruynkens Radim Pustějovský      | Tatra            | 2:47:02          | 0:10             | 2                   | Aleš Loprais Serge Bruynkens Radim Pustějovský   | Tatra               | 2:47:02             | 0:10                |
| 1     | 3                | Marcel van Vliet Marcel Pronk Artur Klein           | MAN              | 2:47:13          | 0:21             | 3                   | Marcel van Vliet Marcel Pronk Artur Klein        | MAN                 | 2:47:13             | 0:21                |
| 2     | 1                | Gérard de Rooy Tom Colsoul Darek Rodewald           | Iveco            | 3:58:17          |                  | 1                   | Gérard de Rooy Tom Colsoul Darek Rodewald        | Iveco               | 6:46:42             |                     |
| 2     | 2                | Anton Shibalov Robert Amatych Almaz Khisamiev       | Kamaz            | 4:11:37          | 13:20            | 2                   | Marcel van Vliet Marcel Pronk Artur Klein        | MAN                 | 7:00:39             | 13:57               |
| 2     | 3                | Marcel van Vliet Marcel Pronk Artur Klein           | MAN              | 4:13:26          | 15:09            | 3                   | Anton Shibalov Robert Amatych Almaz Khisamiev    | Kamaz               | 7:05:34             | 18:52               |
| 3     | 1                | Andrey Karginov Andrey Mokeev Igor Devyatkin        | Kamaz            | 3:21:29          |                  | 1                   | Gérard de Rooy Tom Colsoul Darek Rodewald        | Iveco               | 10:10:53            |                     |
| 3     | 2                | Gérard de Rooy Tom Colsoul Darek Rodewald           | Iveco            | 3:24:11          | 2:42             | 2                   | Marcel van Vliet Marcel Pronk Artur Klein        | MAN                 | 10:29:42            | 18:49               |
| 3     | 3                | Aleš Loprais Serge Bruynkens Radim Pustějovský      | Tatra            | 3:26:33          | 4:54             | 3                   | Andrey Karginov Andrey Mokeev Igor Devyatkin     | Kamaz               | 10:50:03            | 39:10               |
| 4     | 1                | Gérard de Rooy Tom Colsoul Darek Rodewald           | Iveco            | 8:16:40          |                  | 1                   | Gérard de Rooy Tom Colsoul Darek Rodewald        | Iveco               | 16:17:33            |                     |
| 4     | 2                | Andrey Karginov Andrey Mokeev Igor Devyatkin        | Kamaz            | 8:18:11          | 1:31             | 2                   | Marcel van Vliet Marcel Pronk Artur Klein        | MAN                 | 16:53:45            | 36:12               |
| 4     | 3                | Eduard Nikolaev Evgeny Yakovlev Vladimir Rybakov    | Kamaz            | 8:25:44          | 9:04             | 3                   | Andrey Karginov Andrey Mokeev Igor Devyatkin     | Kamaz               | 16:58:14            | 40:41               |
| 5     | 1                | Dmitry Sotnikov Vyatcheslav Mizyukaev Andrey Aferin | Kamaz            | 4:47:46          |                  | 1                   | Gérard de Rooy Tom Colsoul Darek Rodewald        | Iveco               | 21:17:26            |                     |
| 5     | 2                | Andrey Karginov Andrey Mokeev Igor Devyatkin        | Kamaz            | 4:50:42          | 2:56             | 2                   | Andrey Karginov Andrey Mokeev Igor Devyatkin     | Kamaz               | 21:49:26            | 32:00               |
| 5     | 3                | Gérard de Rooy Tom Colsoul Darek Rodewald           | Iveco            | 4:59:53          | 12:07            | 3                   | Eduard Nikolaev Evgeny Yakovlev Vladimir Rybakov | Kamaz               | 22:27:07            | 1:09:41             |
| 6     | 1                | Peter Versluis Jurgen Damen Henricus Schuurmans     | MAN              | 1:52:55          |                  | 1                   | Gérard de Rooy Tom Colsoul Darek Rodewald        | Iveco               | 23:13:27            |                     |
| 6     | 2                | Andrey Karginov Andrey Mokeev Igor Devyatkin        | Kamaz            | 1:54:06          | 1:11             | 2                   | Andrey Karginov Andrey Mokeev Igor Devyatkin     | Kamaz               | 23:43:32            | 29:05               |
| 6     | 3                | Marcel van Vliet Marcel Pronk Artur Klein           | MAN              | 1:54:31          | 1:36             | 3                   | Eduard Nikolaev Evgeny Yakovlev Vladimir Rybakov | Kamaz               | 24:22:09            | 1:07:42             |
| 7     | 1                | Eduard Nikolaev Evgeny Yakovlev Vladimir Rybakov    | Kamaz            | 5:02:41          |                  | 1                   | Gérard de Rooy Tom Colsoul Darek Rodewald        | Iveco               | 28:21:42            |                     |
| 7     | 2                | Dmitry Sotnikov Vyatcheslav Mizyukaev Andrey Aferin | Kamaz            | 5:06:26          | 3:45             | 2                   | Andrey Karginov Andrey Mokeev Igor Devyatkin     | Kamaz               | 29:24:50            | 37:50               |
| 7     | 3                | Gérard de Rooy Tom Colsoul Darek Rodewald           | Iveco            | 5:07:15          | 4:34             | 3                   | Eduard Nikolaev Evgeny Yakovlev Vladimir Rybakov | Kamaz               | 29:24:50            | 1:03:08             |
| 8     | 1                | Andrey Karginov Andrey Mokeev Igor Devyatkin        | Kamaz            | 2:53:32          |                  | 1                   | Gérard de Rooy Tom Colsoul Darek Rodewald        | Iveco               | 31:20:29            |                     |
| 8     | 2                | Gérard de Rooy Tom Colsoul Darek Rodewald           | Iveco            | 2:58:47          | 5:15             | 2                   | Andrey Karginov Andrey Mokeev Igor Devyatkin     | Kamaz               | 31:53:04            | 32:35               |
| 8     | 3                | Dmitry Sotnikov Vyatcheslav Mizyukaev Andrey Aferin | Kamaz            | 3:00:27          | 6:55             | 3                   | Eduard Nikolaev Evgeny Yakovlev Vladimir Rybakov | Kamaz               | 32:32:30            | 1:12:01             |
| 9     | 1                | Andrey Karginov Andrey Mokeev Igor Devyatkin        | Kamaz            | 4:58:09          |                  | 1                   | Gérard de Rooy Tom Colsoul Darek Rodewald        | Iveco               | 36:37:45            |                     |
| 9     | 2                | Gérard de Rooy Tom Colsoul Darek Rodewald           | Iveco            | 5:17:16          | 19:07            | 2                   | Andrey Karginov Andrey Mokeev Igor Devyatkin     | Kamaz               | 36:51:13            | 13:28               |
| 9     | 3                | Eduard Nikolaev Evgeny Yakovlev Vladimir Rybakov    | Kamaz            | 5:26:56          | 28:47            | 3                   | Eduard Nikolaev Evgeny Yakovlev Vladimir Rybakov | Kamaz               | 37:59:26            | 1:21:41             |
| 10    | 1                | Aleš Loprais Serge Bruynkens Radim Pustějovský      | Tatra            | 5:10:55          |                  | 1                   | Gérard de Rooy Tom Colsoul Darek Rodewald        | Iveco               | 41:54:50            |                     |
| 10    | 2                | Andrey Karginov Andrey Mokeev Igor Devyatkin        | Kamaz            | 5:11:32          | 0:37             | 2                   | Andrey Karginov Andrey Mokeev Igor Devyatkin     | Kamaz               | 42:02:45            | 7:55                |
| 10    | 3                | Gérard de Rooy Tom Colsoul Darek Rodewald           | Iveco            | 5:17:05          | 6:10             | 3                   | Eduard Nikolaev Evgeny Yakovlev Vladimir Rybakov | Kamaz               | 43:24:18            | 1:29:28             |
| 11    | 1                | Andrey Karginov Andrey Mokeev Igor Devyatkin        | Kamaz            | 6:22:32          |                  | 1                   | Andrey Karginov Andrey Mokeev Igor Devyatkin     | Kamaz               | 48:25:17            |                     |
| 11    | 2                | Eduard Nikolaev Evgeny Yakovlev Vladimir Rybakov    | Kamaz            | 6:36:50          | 14:18            | 2                   | Gérard de Rooy Tom Colsoul Darek Rodewald        | Iveco               | 48:33:13            | 7:56                |
| 11    | 3                | Gérard de Rooy Tom Colsoul Darek Rodewald           | Iveco            | 6:38:23          | 15:51            | 3                   | Eduard Nikolaev Evgeny Yakovlev Vladimir Rybakov | Kamaz               | 50:01:08            | 1:35:51             |
| 12    | 1                | Gérard de Rooy Tom Colsoul Darek Rodewald           | Iveco            | 4:10:24          |                  | 1                   | Andrey Karginov Andrey Mokeev Igor Devyatkin     | Kamaz               | 52:36:12            |                     |
| 12    | 2                | Andrey Karginov Andrey Mokeev Igor Devyatkin        | Kamaz            | 4:10:55          | 0:31             | 2                   | Gérard de Rooy Tom Colsoul Darek Rodewald        | Iveco               | 52:43:37            | 7:25                |
| 12    | 3                | Eduard Nikolaev Evgeny Yakovlev Vladimir Rybakov    | Kamaz            | 4:13:42          | 3:18             | 3                   | Eduard Nikolaev Evgeny Yakovlev Vladimir Rybakov | Kamaz               | 54:14:50            | 1:38:38             |
| 13    | 1                | Aleš Loprais Serge Bruynkens Radim Pustějovský      | Tatra            | 2:17:37          |                  | 1                   | Andrey Karginov Andrey Mokeev Igor Devyatkin     | Kamaz               | 55:00:28            |                     |
| 13    | 2                | Gérard de Rooy Tom Colsoul Darek Rodewald           | Iveco            | 2:20:02          | 2:35             | 2                   | Gérard de Rooy Tom Colsoul Darek Rodewald        | Iveco               | 55:03:39            | 3:11                |
| 13    | 3                | Eduard Nikolaev Evgeny Yakovlev Vladimir Rybakov    | Kamaz            | 2:20:30          | 2:53             | 3                   | Eduard Nikolaev Evgeny Yakovlev Vladimir Rybakov | Kamaz               | 56:35:20            | 1:34:52             |

## Classificação Final

### Motos
| Pos | No. | Piloto           | Moto   | Equipa                          | Tempo    | Difer.   |
| --- | --- | ---------------- | ------ | ------------------------------- | -------- | -------- |
| 1   | 2   | Marc Coma        | KTM    | KTM Red Bull Rally Factory Team | 54:50:03 |          |
| 2   | 4   | Jordi Viladoms   | KTM    | KTM Red Bull Rally Factory Team | 56:43:29 | +1:52:27 |
| 3   | 6   | Olivier Pain     | Yamaha | Yamaha Factory Racing           | 56:50:56 | +2:00:03 |
| 4   | 1   | Cyril Despres    | Yamaha | Yamaha Factory Racing           | 56:56:31 | +2:05:03 |
| 5   | 7   | Hélder Rodrigues | Honda  | HRC Rally                       | 57:02:02 | +2:11:09 |
| 6   | 15  | Kuba Przygoński  | KTM    | Orlen KTM Rally Factory Team    | 57:22:39 | +2:31:46 |
| 7   | 3   | Joan Barreda     | Honda  | HRC Rally                       | 57:44:54 | +2:54:01 |
| 8   | 26  | Daniel Gouet     | Honda  | Tamarugal XC Rally Team         | 58:01:27 | +3:10:34 |
| 9   | 19  | Štefan Svitko    | KTM    | Oraving Slovnaft Team           | 58:41:03 | +3:50:10 |
| 10  | 9   | David Casteu     | KTM    | Team Casteu                     | 58:49:02 | +3:58:09 |

### Quads
| Pos | No. | Piloto             | Quad   | Tempo    | Difer.    |
| --- | --- | ------------------ | ------ | -------- | --------- |
| 1   | 251 | Ignacio Casale     | Yamaha | 68:28:04 |           |
| 2   | 252 | Rafał Sonik        | Yamaha | 69:54:53 | +1:26:49  |
| 3   | 255 | Sebastian Husseini | Honda  | 74:08:28 | +5:40:24  |
| 4   | 263 | Mohammed Abu-Issa  | Honda  | 78:35:15 | +10:07:11 |
| 5   | 268 | Victor Gallegos    | Honda  | 78:51:45 | +10:23:41 |
| 6   | 276 | Jeremías González  | Yamaha | 80:18:21 | +11:50:17 |
| 7   | 296 | Sergey Karyakin    | Yamaha | 84:08:05 | +15:40:01 |
| 8   | 258 | Daniel Mazzucco    | Can-Am | 86:15:52 | +17:47:48 |
| 9   | 267 | Santiago Hansen    | Yamaha | 86:19:49 | +17:51:45 |
| 10  | 266 | Daniel Domaszewski | Honda  | 88:53:17 | +20:25:13 |

### Automóveis
| Pos | No. | Piloto               | Navegador           | Carro  | Equipa                     | Tempo    | Difer.   |
| --- | --- | -------------------- | ------------------- | ------ | -------------------------- | -------- | -------- |
| 1   | 304 | Nani Roma            | Michel Périn        | Mini   | Monster Energy X-Raid Team | 50:44:58 |          |
| 2   | 300 | Stéphane Peterhansel | Jean-Paul Cottret   | Mini   | Monster Energy X-Raid Team | 50:50:36 | +5:38    |
| 3   | 302 | Nasser Al-Attiyah    | Lucas Cruz          | Mini   | Q X-Raid Team              | 51:41:50 | +56:52   |
| 4   | 302 | Giniel de Villiers   | Dirk von Zitzewitz  | Toyota | Imperial Toyota            | 52:04:05 | +1:19:07 |
| 5   | 307 | Orlando Terranova    | Paulo Fiuza         | Mini   | Monster Energy X-Raid Team | 52:12:42 | +1:27:44 |
| 6   | 309 | Krzysztof Hołowczyc  | Konstantin Zhiltsov | Mini   | Monster Energy X-Raid Team | 54:40:40 | +3:55:42 |
| 7   | 328 | Marek Dabrowski      | Jacek Czachor       | Toyota | Orlen Team                 | 56:19:23 | +5:34:25 |
| 8   | 315 | Christian Lavieille  | Jean-Pierre Garcin  | Haval  | Haval Rally Team           | 56:20:48 | +5:35:50 |
| 9   | 332 | Martin Kaczmarski    | Filipe Palmeiro     | Mini   | Lotto X-Raid Team          | 57:43:10 | +6:58:10 |
| 10  | 314 | Vladimir Vasilyev    | Vitaliy Yevtyekhov  | Mini   | X-Raid Team                | 57:44:32 | +6:59:34 |

### Camiões
| Pos | No. | Piloto           | Co-Pilotos                            | Camião | Tempo    | Difer.   |
| --- | --- | ---------------- | ------------------------------------- | ------ | -------- | -------- |
| 1   | 506 | Andrey Karginov  | Andrey Mokeev Igor Devyatkin          | Kamaz  | 55:00:28 |          |
| 2   | 501 | Gérard de Rooy   | Tom Colsoul Darek Rodewald            | Iveco  | 55:03:39 | +3:11    |
| 3   | 500 | Eduard Nikolaev  | Sergey Savostin Vladimir Rybakov      | Kamaz  | 56:35:20 | +1:34:52 |
| 4   | 549 | Dmitry Sotnikov  | Vyatcheslav Mizyukaev Andrey Aferin   | Kamaz  | 58:22:38 | +3:22:10 |
| 5   | 545 | Anton Shibalov   | Robert Amatych Almaz Khisamiev        | Kamaz  | 59:37:53 | +4:37:25 |
| 6   | 504 | Aleš Loprais     | Serge Bruynkens Radim Pustějovský     | Tatra  | 60:04:29 | +5:04:01 |
| 7   | 507 | Hans Stacey      | Detlef Ruf Bernard der Kinderen       | Iveco  | 60:15:25 | +5:14:57 |
| 8   | 510 | René Kuipers     | Moises Torrallardona Jan van der Vaet | MAN    | 61:31:36 | +6:31:08 |
| 9   | 508 | Marcel van Vliet | Marcel Pronk Artur Klein              | MAN    | 62:07:21 | +7:06:53 |
| 10  | 534 | Pep Vila         | Peter van Eerd Xavi Colome            | Iveco  | 62:54:03 | +7:53:35 |

## Fatalidades
O piloto de motos belga rider Eric Palante foi encontrado morto na manhã de 10 de Janeiro após a 5ª etapa. Tinha 50 anos de idade.